# Rối loạn chức năng tình dục
Rối loạn chức năng tình dục (tiếng Anh: sexual dysfuntion) là những vấn đề mà một cá nhân gặp phải trong một giai đoạn nào đó của hoạt động tình dục bình thường, trong đó có khoái cảm thể xác, ham muốn, hưng phấn hoặc cực khoái. Tổ chức Y tế Thế giới định nghĩa rối loạn chức năng tình dục là "việc một người không thể tham gia vào một mối quan hệ tình dục theo cách mình mong muốn". Đây là một định nghĩa rộng và có thể được hiểu theo nhiều cách. Theo DSM-5, để được chẩn đoán là mắc rối loạn chức năng tình dục, một người cần cảm thấy bức bối nghiêm trọng và căng thẳng trong các mối quan hệ với người khác trong vòng ít nhất là 6 tháng (trừ rối loạn chức năng tình dục do sử dụng chất gây nghiện hoặc thuốc). Rối loạn chức năng tình dục có thể gây tác động sâu sắc tới chất lượng đời sống tình dục từ góc độ của người mắc rối loạn. Để đánh giá rối loạn chức năng tình dục cần sự xem xét kỹ càng lịch sử tình dục, cũng như tình trạng sức khỏe nói chung và các vấn đề tình dục khác (nếu có) bởi các rối loạn này thường có liên hệ với các vấn đề tâm lý khác, chẳng hạn như rối loạn tâm trạng, rối loạn ăn uống và lo âu, và tâm thần phân liệt.

## Phân loại
Các dạng rối loạn chức năng tình dục bao gồm:
- Rối loạn ham muốn tình dục: bao gồm những trường hợp ham muốn tình dục suy giảm, mức độ ham muốn thấp hoặc không có.
- Rối loạn hưng phấn: bao gồm rối loạn cường dương, xuất tinh sớm (ở nam giới) và lãnh cảm (ở nữ giới).
- Rối loạn cực khoái: gặp khó khăn để đạt khoái cảm hoặc không đạt được khoái cảm.
- Rối loạn đau: rối loạn chức năng tình dục do đau khi quan hệ.

## Nguyên nhân
Thường liên quan đến nhiều yếu tố, bao gồm các yếu tố liên quan đến tình cảm hoặc thể chất, bao gồm:
- Các vấn đề về tâm lý, trầm cảm, mặc cảm, chấn thương tâm lý liên quan đến tình dục trong quá khứ.
- Rối loạn tình dục do lối sống không khoa học, lạm dụng các chất kích thích như rượu, bia, chất gây nghiện.
- Các bệnh lý xương khớp, chấn thương lưng, tủy sống, các bệnh nội tiết (tuyến giáp, tuyến yên, thượng thận), thiếu hụt nội tiết (giảm testosterone, androgen, estrogen).
- Dị tật bẩm sinh vùng sinh dục.
- Ảnh hưởng của tuổi tác.
- Một số nguyên nhân khác.

## Điều trị

### Ở nam giới
- Điều trị tâm lý: áp dụng khi bệnh nhân có các vấn đề về tâm lý gây ảnh hưởng trực tiếp hoặc gián tiếp đến hoạt động tình dục. Các biện pháp điều trị tâm lý tương đối phức tạp, thường kết hợp nhiều biện pháp hỗ trợ khác nhau.
- Thay đổi lối sống: điều chỉnh lối sống tránh các chất kích thích để hạn chế tình trạng rối loạn chức năng tình dục.
- Điều trị bằng thuốc hỗ trợ: áp dụng liệu pháp hỗ trợ với Viagra, Cialis và Levitra giúp kích thích, hỗ trợ chức năng tình dục.
- Điều trị kết hợp bằng các loại thuốc tiêm giãn tĩnh mạch giúp cải thiện khả năng cương dương trong những trường hợp rối loạn liên quan đến khả năng cương.

Nếu điều trị bảo tồn thất bại, bệnh nhân có thể được chỉ định cấy ghép bộ phận giả dương vật hoặc các thiết bị cấy ghép khác nhằm mục đích hỗ trợ.

### Ở nữ giới
- Điều trị bằng các loại thuốc giảm đau trong trường hợp rối loạn chức năng tình dục do đau. Sử dụng các sản phẩm hỗ trợ trong những trường hợp chức năng tình dục gặp trục trặc, khó khăn.
- Điều trị bằng các biện pháp tâm lý, tư vấn hỗ trợ.
- Bổ sung Estrogen trong những trường hợp suy giảm chức năng tình dục nữ do ảnh hưởng về tuổi tác.

## Phòng ngừa
- Điều chỉnh lối sống lành mạnh, rèn luyện thể chất thường xuyên.
- Giữ tâm lý thoải mái, tránh căng thẳng.
- Tránh thuốc lá, thức uống có cồn, các chất kích thích khác.
- Điều trị sớm các bệnh lý đường tiết niệu, bệnh chuyển hóa, xương khớp,...